# Pfarrkirche Emmersdorf

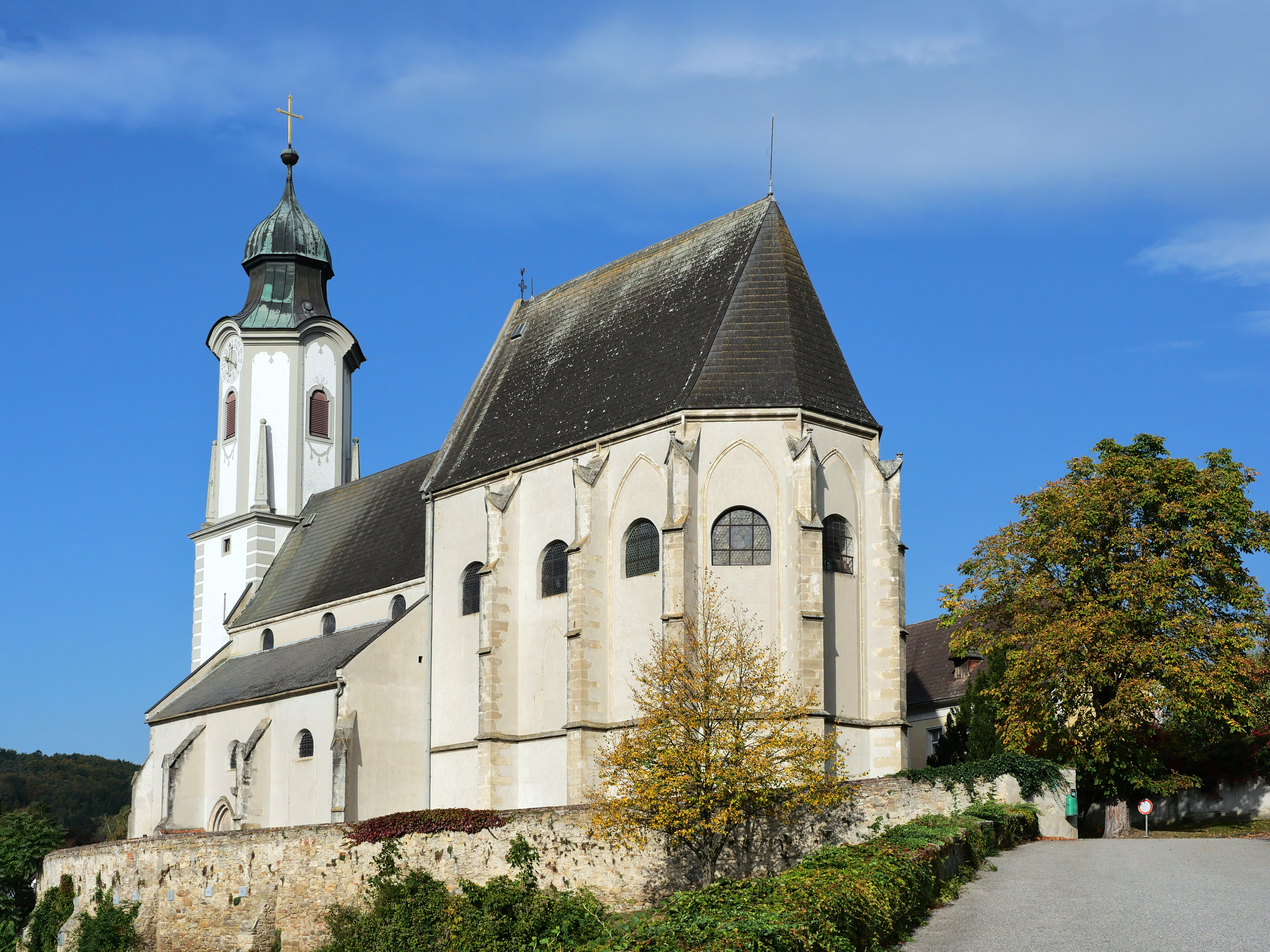
Katholische Pfarrkirche hl. Nikolaus in Emmersdorf

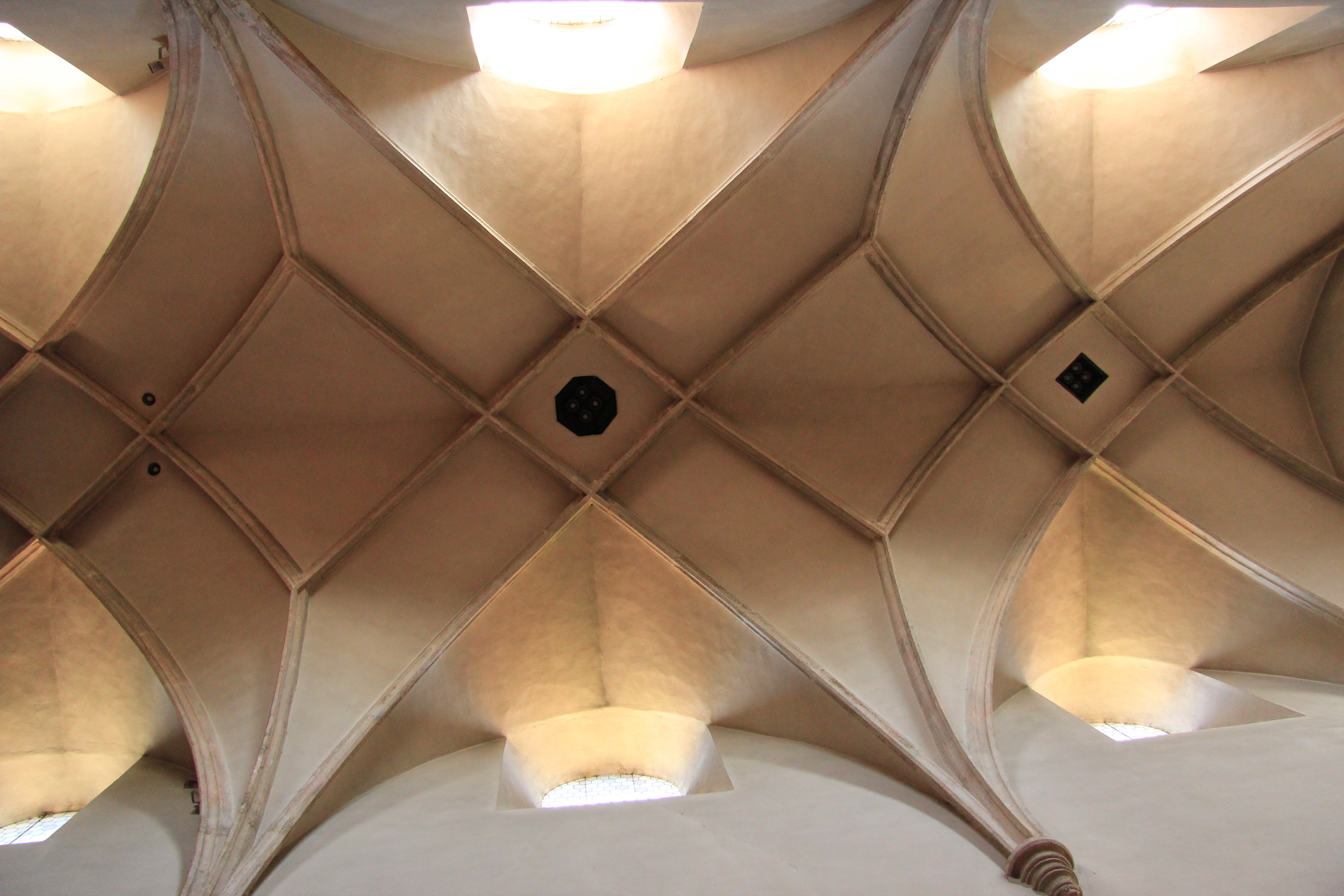
Gewölbe im Mittelschiff

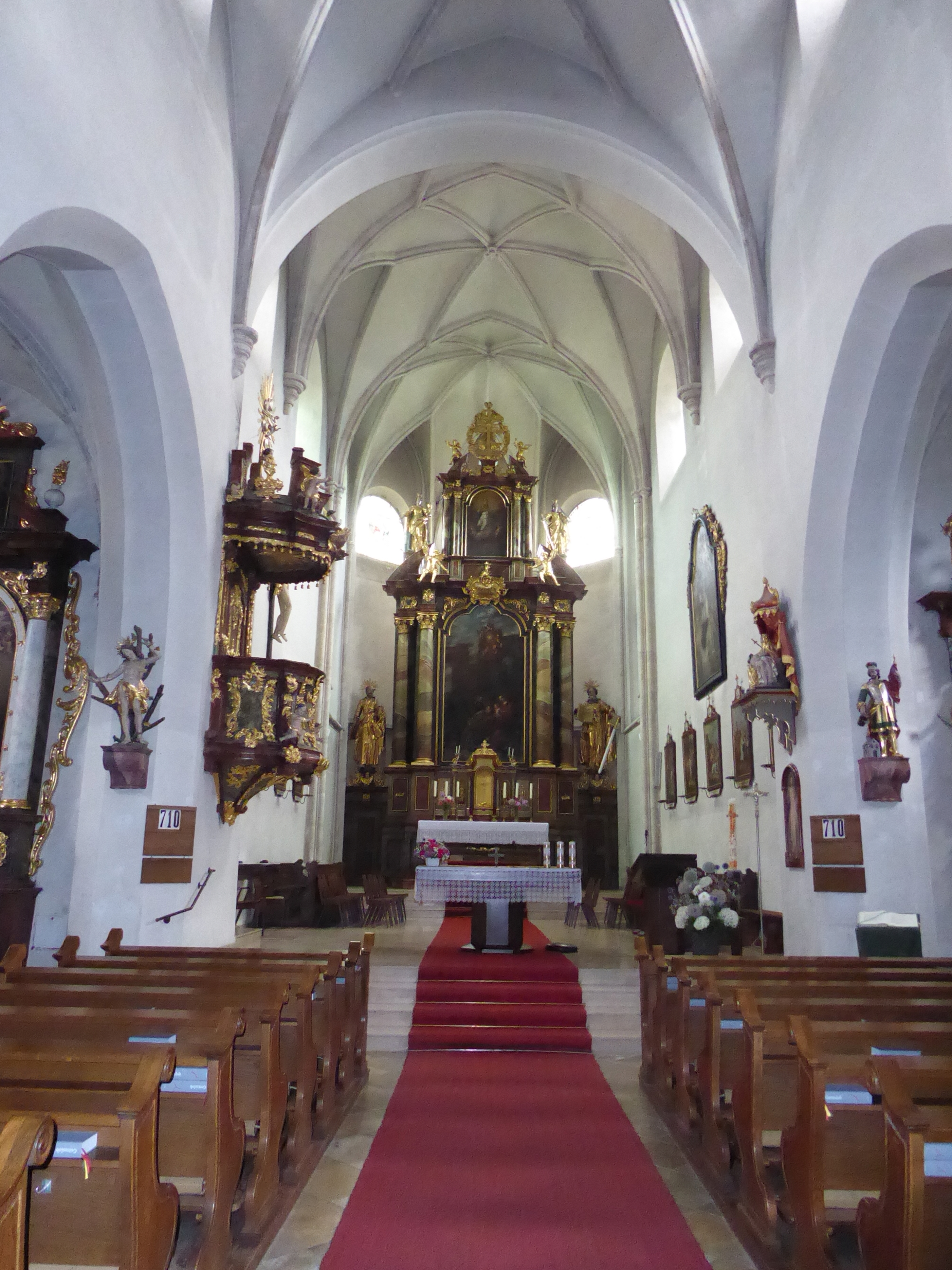
Mittelschiff mit Hochaltar und Chor

Die römisch-katholische Pfarrkirche Emmersdorf steht erhöht und dominierend im Ortsteil Hofamt in der Marktgemeinde Emmersdorf an der Donau im Bezirk Melk in Niederösterreich. Die dem heiligen Nikolaus von Myra geweihte Pfarrkirche gehört zum Dekanat Spitz in der Diözese St. Pölten. Die Kirche und ein Epitaph stehen unter Denkmalschutz (Listeneintrag).

## Geschichte
Die Kirche war im 13. Jahrhundert vermutlich Vikariat und Filiale von Weiten. Urkundlich wurde 1336 eine Pfarre genannt, 1429 wurde Emmersdorf bischöflich-passauische Lehenspfarre. Von 1456 bis 1461 war die Pfarre dem Kollegiatstift Mattighofen inkorporiert. 1590 stand die Pfarre unter dem Patronat der Freiherren von Hoyos und gehörte als Pfarre zur Herrschaft Emmersdorf.
Die spätgotische Pfeilerbasilika mit einem älteren Kern aus dem 14. Jahrhundert hat einen Langchor aus dem dritten vierten Viertel des 15. Jahrhunderts und einen vorgestellten barockisierten Westturm. Im Mittelschiff wurden Fundamente eines romanischen Vorgängerbaues mit einer Rundapsis freigelegt. Das spätgotische Untergeschoß des Westturms ist aus der zweiten Hälfte des 15. Jahrhunderts, der barocke achteckige Aufsatz wurde 1738 errichtet.

## Architektur
Im Süden und Westen wurde wegen der Lage am Hang eine Futtermauer mit wuchtigen Strebepfeilern errichtet. Das dreischiffige, dreijochige basilikale Langhaus hat eine schmale Lichtgadenzone mit Rundbogenfenstern und an den Seitenschiffen übergiebelte Strebepfeiler. Das Langhaus hat im Süden ein dreifach gekehltes Spitzbogenportal mit einem eingestellten Schulterbogenportal mit zwei Konsolköpfen mit geringen Resten einer Polychromierung um 1500. Nordseitig hat das Langhaus im zweiten Joch einen Portalvorbau mit einem abgefasten Rundbogentor. Der Langhauswestfront ist ein wuchtige, quadratischer Turm mit Ortsteingliederung vorgestellt. Der barocke oktogonale Aufsatz hat vier vorgestellte Eckobelisken und Uhrengiebel und trägt einen mehrfach gestuften Glockenhelm. Der stark überhöhte mächtige Chorbau im Osten hat übergiebelte Strebepfeiler mit Resten von Kreuzblumen. Die Fenster sind bis auf eine Lünettenform zugemauert. Im Polygon bestehen noch Reste der verstäbten spitzbogigen Fensterleibungen. Im Süden besteht ein kleines Lichthäuschen. Im Norden des Chores ist der spätgotische Sakristeibau mit zwei Rechteckfenstern mit Blendmaßwerk und einem Pultdach angebaut.
Das Langhausinnere zeigt sich als dreischiffige, dreijochige Pfeilerbasilika. Die Seitenschiffe sind durch hohe Spitzbogenarkaden auf Achtkantpfeilern zum Mittelschiff geöffnet. Das Mittelschiff ist mit einem Parallelnetzrippengewölbe aus dem dritten Viertel des 15. Jahrhunderts überwölbt, das Gewölbe ruht auf profilierten Rundkonsolen. Die Seitenschiffen haben Kreuzrippengewölbe auf polygonalen Konsolen. Die spätgotische vierachsige Westempore steht auf niedrigen Achtkantpfeilern und ist mit Spitzbögen zum Langhaus geöffnet und mit Kreuzrippengewölben unterwölbt. Die Halle vom Turmerdgeschoß hat ein Kreuzgratgewölbe auf reliefierten Konsolen. Die nördliche Portalvorhalle hat ein Kreuzrippengewölbe und ein verstäbtes Schulterbogentor in einer rechteckigen Stabrahmung mit einem spitzgiebeligen Aufsatz, vermutlich aus dem 19. Jahrhundert. Der Triumphbogen zwischen Mittelschiff und Chor ist nicht eingezogen. Der zweijochige Chor mit einem Fünfachtelschluss ist wesentlich höher als das Langhaus. Er zeigt sich in schlanken Proportionen aufgehend mit einem Netzrippengewölbe auf Konsolen. Im Polygon zeigen sich zum Teil gebündelte Dienste auf kleinen kannelierten Sockeln mit reliefierten Schlusssteinen mit Rosetten, einem freiplastischen Dreipass und einer Laubwerkblume. Das Sakristeiportal hat einen Schulterbogen mit einer spätgotischen Schmiedeeisentüre und dem dazugehörigen Türklopfer.
Die Glasmalerei ist aus 1949. Die Heiligenskulpturen entstanden 1904.

## Ausstattung
Der Hochaltar aus dem Ende des 17. Jahrhunderts wurde 1766 renoviert. Das Doppelsäulenretabel auf einem hohen durchgehenden Sockel steht zwischen Opfergangsportalen, der Auszug zwischen Segmentbogenanläufen wiederholt die Formen des Retabels. Der Tabernakel ist in die Sockelzone über der Mensa eingelassen. Die Seitenstatuen zeigen Peter und Paul, am Auszug Barbara und Katharina, wohl Arbeiten aus der Werkstatt Matthias Schwanthaler. Das Hochaltarblatt Anbetung der Könige und das Aufsatzbild hl. Nikolaus entstand im Ende des 17. Jahrhunderts. Der linke Seitenaltar mit Knorpeldekor als Säulenretabel mit Rechteckauszug zwischen einem gesprengten Segmentbogengiebel entstand in der ersten Hälfte des 17. Jahrhunderts, das Altarbild Maria Immaculata und das Aufsatzbild Christus mit der Weltenkugel sind aus dem 19. Jahrhundert. Der rechte Seitenaltar als Säulenretabel mit seitlichen Voluten und einem gesprengten Dreieckgiebel um 1700 trägt die Statuen Barbara und Katharina und zeigt das Altarbild hl. Josef aus dem 19. Jahrhundert. Der Altar in der Turmkapelle ist aus dem dritten Viertel des 18. Jahrhunderts. Die Kanzel schuf Christian Kurzmann 1770/1771, Korb und Schalldeckel sind reich mit Rocailledekor verziert, der Aufsatz trägt Putten und Strahlenglorie.
Das Orgelgehäuse mit reichem Rokokodekor schuf Franz Albertha (1760).